# Біля нафтобази (заповідне урочище)
Біля нафтобази — заповідне урочище місцевого значення. Об'єкт розташований на території Городенка Івано-Франківської області.
Площа — 1,2000 га, статус отриманий у 1983 році.